# Reimerswaal

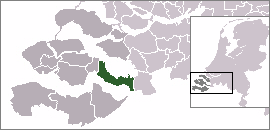
läge i Zeeland

Reimerswaal är en kommun i provinsen Zeeland i Nederländerna. Kommunens totala area är 243,18 km² (där 140,95 km² är vatten) och invånarantalet är på 21 007 invånare (2005).